# 土岭站 (广东省)
土岭站是京广铁路设于广东省韶关市乐昌市大源镇的一座火车站，现已撤销。车站开通于1988年，关闭于2019年，不曾办理客货运业务。撤销前隶属于中国铁路广州局集团广州车务段管辖。
由于车站配线不同寻常（无配线、无道岔），因此亦有许多资料将该站列为线路所。

## 概况

### 站场设施
车站站场呈西北东南走向，上行段和下行端大部分分别位于大瑶山隧道与茶园隧道中，仅有中段约百米路段露天，位于武江右岸、两山间平地。车站站房位于线左，有站名大字，没有站台设施。车站仅有正线股道2条，不设侧线，也没有道岔、渡线设施，故无法办理越行、会让，只能作为分割闭塞区间的信号分界点，功能类似于线路所。

### 历史
- 1988年12月16日，车站随京广铁路衡广复线的开通而启用
- 2019年10月23日，车站因京广铁路广坪段自动闭塞改造而撤销[6][]